# パチンコ勝ち台実戦チェック!2
パチンコ勝ち台実戦チェック!2（パチンコかちだいじっせんチェックツー）は、2010年4月から2014年3月までMONDO TVで放送されたパチンコ番組。初回放送は土曜23:00 - 23:30で、隔週で新作が放送された。

## 概要
『パチンコ必勝ガイド』（ガイドワークス）のかおりっきぃ☆と『パチンコ必勝本CLIMAX』（辰巳出版）のヒラヤマンが、毎回パチンコの新機種や人気機種の1つを実際にホールで実戦を行い、釘の解説や機種スペックを紹介。
実戦は一つの台を前半と後半（各4時間）に分けて行っていたが、#55より2人同時に行う形式に変更。番組の最後に実戦結果と出演者2人による当該機種の評価が発表される。評価は「元ゲージ」「ステージ性能」「時間効率」「スペック」「総合評価」の5項目で、前番組の『パチンコ勝ち台実戦チェック!』の内容を大筋で継承しているが、前番組と異なり星の数による評価は行わない。なお総合評価については、ホール側の営業方針（イベント対象機種になりやすいかどうか等）など他の4要素以外の要素も加味され評価される。

## オープニングテーマ
- 『ハンドルを右に回せっ!』（かおりっきぃ☆ヒラヤマン） - #43〜#105で使用

## 実戦機種
| 回数 | 機種（メーカー）                                                        |
| ---- | ----------------------------------------------------------------------- |
| 1    | CRびっくりぱちんこあしたのジョー（京楽産業.）                           |
| 2    | CR花の慶次〜愛（ニューギン）                                            |
| 3    | CRルパン三世 徳川の秘宝を追え（平和）                                   |
| 4    | ぱちんこCRサクラ大戦2（サミー）                                         |
| 5    | CRスーパー海物語 IN 沖縄 桜マックス（三洋物産）                         |
| 6    | CR氷川きよし 〜きよしの前に座りましょう〜（大一商会）                   |
| 7    | CRびっくりぱちんこ必殺仕事人 竜バージョン（京楽産業.）                  |
| 8    | CRF機動戦艦ナデシコ甘M.O.E-RX（三共）                                   |
| 9    | CR竹内力のムラマサ H-V（ニューギン）                                    |
| 10   | CRスーパーマンリターンズ KL-S（大一商会）                               |
| 11   | CRヱヴァンゲリヲン 〜始まりの福音〜（ビスティ）                         |
| 12   | CRパトラッシュ3 RED（三共）                                             |
| 13   | ぱちんこCR北斗の拳 〜剛掌〜（サミー）                                   |
| 14   | CRギンギラパラダイス2 MKF（三洋物産）                                   |
| 15   | CRびっくりぱちんこ 爽快 水戸黄門2（京楽産業.）                          |
| 16   | ときめきパチンコCR中森明菜・歌姫伝説 〜恋も二度目なら〜（大一商会）     |
| 17   | CR FEVER X JAPAN 紅M（三共）                                            |
| 18   | CRびっくりぱちんこ戦国無双 MAX EDITION（京楽産業.）                     |
| 19   | CR牙狼 〜陰我消滅の日〜 ZZ（サンセイR&D）                               |
| 20   | CRヴァン・ヘルシング 〜ハンティングラッシュ〜（藤商事）                 |
| 21   | CRトム&ジェリー 〜いたずらジェリーをつかまえろ!〜（大一商会）           |
| 22   | CR新海物語 With アグネス・ラム MTM（三洋物産）                          |
| 23   | CR牙狼 〜RED REQUIEM〜（サンセイR&D）                                   |
| 24   | CRFタイガーマスク 虎よ闘え!カウント80（三共）                           |
| 25   | ぱちんこCR獣王（サミー）                                                |
| 26   | CR雪物語 MTA（三洋物産）                                                |
| 27   | CRびっくりぱちんこ巨人の星（京楽産業.）                                 |
| 28   | CRタイタニック ザ・パチンコ（大一商会）                                 |
| 29   | ぱちんこCR北斗の拳 百裂（サミー）                                       |
| 30   | CRF創聖のアクエリオン 転翅篇（三共）                                    |
| 31   | CRFらんま1/2 温泉アスレチック編 天（三共）                              |
| 32   | CR花満開 麗（西陣）                                                     |
| 33   | CRびっくりぱちんこ銭形平次withチームZ（京楽産業.）                      |
| 34   | CRFマクロスフロンティア お前達が俺の翼だ!（三共）                       |
| 35   | CR弾球黙示録カイジ2 利根川（高尾）                                      |
| 36   | CRラブ嬢 〜ご延長の方はいかがなさいますか?〜 M9AY（平和）               |
| 37   | CR戦国乱舞 紺碧の双刃（サミー）                                         |
| 38   | CRああっ女神さまっ FF（サンセイR&D）                                    |
| 39   | ぱちんこCRアラジンNEO 小さな皇女と天魔の都（サミー）                    |
| 40   | CRびっくりぱちんこ銀河鉄道999（京楽産業.）                              |
| 41   | CRプロポーズ大作戦 あの娘のハートもキュイン2（京楽産業.）               |
| 42   | CR聖闘士星矢（三洋物産）                                                |
| 43   | CR花の慶次〜焔 L2-V（ニューギン）                                       |
| 44   | CRプレミアム海物語 ゴールド（三洋物産）                                 |
| 45   | CR南国育ちin沖縄（平和）                                                |
| 46   | CR暗黒騎士呀鎧伝 FF（サンセイR&D）                                      |
| 47   | CR地獄少女 FPH（藤商事）                                                |
| 48   | ぱちんこCR蒼天の拳2（サミー）                                           |
| 49   | CRF宇宙戦艦ヤマト復活篇（三共）                                         |
| 50   | CRぱちんこ必殺仕事人IV（京楽産業.）                                     |
| 51   | CRAプレミアム海物語 〜ぼのぼのが遊びに来たよ!〜（三洋物産）             |
| 52   | CRヱヴァンゲリヲン7（ビスティ）                                         |
| 53   | CRサイボーグ009 〜絆〜（ニューギン）                                    |
| 54   | CR RAVE エンドレスバトル（藤商事）                                      |
| 55   | ぱちんこCR桃太郎電鉄 〜ひらけ!キングボンビジョンの巻〜（サミー）        |
| 56   | CRフィーバー覇王伝 零（三共）                                           |
| 57   | CR牙狼魔戒閃騎鋼XX（サンセイR&D）                                       |
| 58   | CR大海物語2 MTE（三洋物産）                                             |
| 59   | CRルパン三世 World is mine（平和）                                      |
| 60   | CR天才バカボン4 決断の瞬間（大一商会）                                  |
| 61   | CRぱちんこ超電磁ロボ コン・バトラーV（京楽産業.）                       |
| 62   | CRゼブラーマン ゼブラシティの逆襲（マルホン工業）                       |
| 63   | CRぱちんこウルトラマンタロウ 戦え!!ウルトラ6兄弟（京楽産業.）           |
| 64   | CR COBRA 新たなる出発（EXCITE）                                         |
| 65   | CRシティーハンター 〜合言葉はXYZ〜（平和）                              |
| 66   | CRF創聖のアクエリオン3（三共）                                          |
| 67   | CRリング 〜呪いの7日間〜 FPW（藤商事）                                  |
| 68   | CRぱちんこAKB48（京楽産業.）                                            |
| 69   | PACHINKO CR闘牌伝説アキガ2 死闘編（奥村遊機）                           |
| 70   | ぱちんこCR蒼天の拳 天授（サミー）                                       |
| 71   | CR元祖ハロー!プロジェクト FPL（藤商事）                                 |
| 72   | CRデラックス海物語 HMB（三洋物産）                                      |
| 73   | CRアントニオ猪木という名のパチンコ機 〜やれるのか、本当にお前〜（平和） |
| 74   | CRぱちんこ必殺仕事人 桜花乱舞（京楽産業.）                              |
| 75   | CRぱちんこ太王四神記（京楽産業.）                                       |
| 76   | CR花の慶次〜漢（ニューギン）                                            |
| 77   | CRFタイガーマスク2（三共）                                              |
| 78   | CR忍魂（大都技研）                                                      |
| 79   | ぱちんこCR北斗の拳5 覇者（サミー）                                      |
| 80   | CRファイヤーダイナマイトキング（大一商会）                              |
| 81   | CRぱちんこ冬のソナタFinal（京楽産業.）                                  |
| 82   | CR G1 DREAM 最強馬決定戦（サンセイR&D）                                 |
| 83   | CRA楽園むすめ（ニューギン）                                             |
| 84   | CRAデラックス海物語 with T-ARA（三洋物産）                              |
| 85   | CRフィーバー機動戦士ガンダム（三共）                                    |
| 86   | CRゲゲゲの鬼太郎 地獄からの使者（藤商事）                               |
| 87   | CR牙狼FINAL（サンセイR&D）                                              |
| 88   | CRぱちんこクロユリ団地（京楽産業.）                                     |
| 89   | CRくるくるぱちんこ 新EX麻雀2〜今度は変身しちゃうんだから!（ニューギン） |
| 90   | CRスーパー海物語 IN 沖縄3（三洋物産）                                   |
| 91   | CRラブ嬢プラス 〜今夜も、ご延長の方はいかがなさいますか?〜（平和）      |
| 92   | CRヱヴァンゲリヲン8（ビスティ）                                         |
| 93   | CR新世紀ぱちんこ ベルセルク（オッケー.）                                |
| 95   | CRぱちんこ必殺仕事人 お祭りわっしょい（京楽産業.）                      |
| 96   | ぱちんこCR蒼天の拳3 閻王（サミー）                                      |
| 97   | CRアタックNo.1 feat.はるな愛&照英（サンスリー）                         |
| 98   | CRぱちんこ仮面ライダーV3（京楽産業.）                                   |
| 99   | CR鉄拳（ビスティ）                                                      |
| 100  | CRルパン三世 〜消されたルパン〜（平和）                                 |
| 101  | CR花の慶次SP〜琉（ニューギン）                                          |
| 102  | CRぱちんこコードギアス 反逆のルルーシュ（京楽産業.）                    |
| 103  | ぱちんこCR北斗の拳5 百裂（サミー）                                      |
| 104  | CRAスーパー海物語 IN 沖縄3 ASB（三洋物産）                              |
| 105  | CR海物語アクア（三洋物産）                                              |